# Parroquia Santos de Abelgas
La Parroquia Santos de Abelgas o simplemente Santos de Abelgas es el nombre que recibe una de las 6 divisiones administrativas en las que se divide políticamente el Municipio Antonio Díaz del Estado Delta Amacuro, al este del país suramericano de Venezuela.

## Historia
El territorio fue explorado y colonizado por los españoles y formó parte de la Capitanía General de Venezuela desde 1777. En la Venezuela independiente formó parte del Cantón Piacoa entre 1830 y 1856.
Entre 1884 y 1991 formó parte del Territorio Federal Delta Amacuro.   
El territorio debe su nombre al reverendísimo padre Fray Santos de Abelgas (fallecido el 28 de diciembre de 1937) que llegó a Delta Amacuro en 1925 y quien estableció una Comunidad que llamó Divina Pastora de Araguaimujo y por muchos realizó una importante actividad misionera y de trabajo social en el área. Desde 1992  el sector es una de las parroquias del Estado Delta Amacuro.

## Geografía
Se trata de una de las parroquias más pequeñas del municipio con unos 2.111 kilómetros cuadrados de superficie (equivalentes a 211.100 hectáreas). Su territorio limita al norte con la parroquia Manuel Renaud, al sur con la parroquia Almirante Luis Brión y el Río Orinoco, al este con la Parroquia Padre Barral y al norte con el Municipio Tucupita.
Su superficie está cubierta por una espesa selva y es atravesada por numerosos caños del Delta del Orinoco. Como otros sectores de Delta Amacuro posee numerosas islas e islotes. Su capital es la localidad de Araguaimujo.
Entre los meses de julio y septiembre el área es propensa a las inundaciones debido a la temporada de lluvias y a la cantidad de riachuelos y caños que se encuentran en esta parte del municipio.

### Lugares de interés
- Araguaimujo
- Caño Yaguarimabo
- Isla Jerubina (4,28 km²)
- Santa Rosa
- Puerto Luis
- San Antonio de Araguao